# Матеуш (Португалия)
Матеуш (порт. Mateus) — город и район в Португалии, входит в округ Вила-Реал. Является составной частью муниципалитета Вила-Реал. По старому административному делению входил в провинцию Траз-уж-Монтиш и Алту-Дору. Входит в экономико-статистический субрегион Доуру, который входит в Северный регион. Население составляет 2545 человек на 2001 год. Занимает площадь 4,14 км².
Покровителем района считается Мартин Турский (порт. São Martinho).